# Dolenje Kamenje (Novo Mesto, Slovenija)
Dolenje Kamenje je naselje u slovenskoj Općini Novom Mestu. Dolenje Kamenje se nalazi u pokrajini Dolenjskoj i statističkoj regiji Jugoistočnoj Sloveniji. 

## Stanovništvo
Prema popisu stanovništva iz 2002. godine naselje je imalo 83 stanovnika.